# Joe Violanti
Joe Violanti, pseudonimo di Sergio Violanti (Fidenza, 31 gennaio 1960 – Parma, 6 febbraio 2023), è stato un comico, conduttore radiofonico, autore televisivo e disc jockey italiano.

## Biografia

### Esordi
Nato a Fidenza da padre parmigiano e madre catanese, iniziò come disc jockey nel 1975, in alcune discoteche e radio locali in provincia di Parma. Negli anni '80 parallelamente all'attività radiofonica cominciò a collaborare agli spettacoli di Gene Gnocchi con il gruppo rock demenziale dei Desmodromici, nel quale militò come chitarrista anche Charlie Gnocchi, fratello di Gene. Dopo la laurea in Economia e Commercio all'Università degli Studi di Parma iniziò una breve carriera come libero professionista.

### Radio
Nel 1991 insieme all'amico Charlie Gnocchi costituì la coppia comica "Charlie & Joe" che andrà avanti fino al 2004. La passione per la radio e lo spettacolo in genere, ma soprattutto il successo che in quegli anni stava riscuotendo in televisione Gene Gnocchi, spinsero i due a buttarsi nel mondo dello spettacolo inventandosi il ruolo di "Ceeologi". La coppia debuttò su Radio 105 con il programma 105 Cee - cercando la Cee che c'è in te!, un varietà tutto basato sull'Europa, che riscosse un buon successo e andò avanti fino all'estate del 1993. Nel 1992 debuttò come comico e conduttore in televisione nel programma di Rai 1 UnoMattina Estate al quale partecipò per altre due edizioni, fino al 1994, anche in qualità di autore sempre in coppia con Charlie Gnocchi.
Nel 1994 scrisse e condusse su Rai Radio 2 in coppia con Charlie il programma comico Gelato Import-Export. Nello stesso anno iniziò a collaborare con l'emittente radiofonica privata RTL 102.5 conducendo, sempre con Charlie, Alto Godimento. Il programma riscosse un grande successo e trasmigrò, nel febbraio 2000, nell'emittente radiofonica RDS. Dal 2001 al 2010 condusse con differenti denominazioni la fascia mattutina di RDS: Alto Godimento (con Charlie Gnocchi), Morning Show, Tutti pazzi per RDS (con Rossella Brescia). Nel 2007 ricevette il premio "Grolla d'oro" per il Morning Show di RDS come migliore trasmissione del mattino.
Nel 2008 ottenne il premio "Margutta" per la sezione Media. Nel giugno 2010 tornò a Rai Radio 2 per partecipare al programma sui Mondiali di calcio Bafana Bafana, condotto insieme a Massimo De Luca e Zap Mangusta, nel quale, oltre ad esserne coautore fu soprattutto imitatore di personaggi famosi (Aldo Biscardi, Flavio Briatore, Giulio Tremonti e molti altri). Il programma venne confermato anche per il campionato di calcio 2010-2011 e andò in onda tutte le domeniche con la nuova denominazione Circo Massimo sempre con la conduzione di Massimo De Luca. Nell'estate 2010 condusse in coppia con Elena Di Cioccio il programma della mattina di Rai Radio 2 Kaktus e continuò nella stagione successiva come autore e conduttore di Nosstress insieme a Nicoletta Simeone.
Nel settembre del 2011 passò all'emittente Radio Kiss Kiss e condusse in coppia con Cristina Chiabotto il programma Pronto chi sei? dalle 7:00 alle 10:00. Nell'ottobre del 2012 ricevette a Trieste il premio "Cuffie d'oro - Lelio Luttazzi" nella categoria "One man one voice". Il 25 agosto del 2014, su Rai Radio2, condusse insieme a Gene Gnocchi e Andrea Fornasiero la 66ª edizione della cerimonia di premiazione dei Primetime Emmy Award. La trasmissione fu diffusa in contemporanea anche dal canale tv Rai4. Dal 2018 lavorò in Rai come autore e conduttore del programma Paese Mio in onda sul canale radiofonico Rai Radio Live.

### Morte
È morto il 6 febbraio 2023 a 63 anni dopo una breve malattia.

## Controversie
Nell'autunno 2008 fu al centro di una polemica con il giornalista Michele Santoro che non gradì la sua imitazione nel programma di RDS. Del fatto si occuparono le principali testate televisive, radiofoniche e della carta stampata, interessate al tema del diritto di satira sollevato dalla vicenda.

## Televisione
- Unomattina estate (Rai 1, 1994-1996)
- Utile futile (Rai 1, 1994)
- Robin Net (Telelombardia, 1999)
- Fiesta (Rai 1, 2003)
- Buon pomeriggio (Canale 5, 2006-2007)
- Stasera mi butto (Rai 1, 2007)
- Derby del cuore (Rai 2, 2007) cronista con Bruno Pizzul
- Drugstore - autore (Rai Movie, 2012) condotto da Miriam Leone
- 71ª Mostra Internazionale d'Arte Cinematografica di Venezia - autore (Rai Movie, 2014) condotto da Luisa Ranieri
- IX Edizione del Festival Internazionale del Film di Roma - autore (Rai Movie, 2014) condotto da Nicoletta Romanoff
- 72ª Mostra Internazionale d'Arte Cinematografica di Venezia - autore (Rai Movie, 2015) condotto da Elisa Sednaoui

## Libri
- Neuroguinnes,  con Charlie Gnocchi - (Salani, 1994)
- Alto Godimento con Charlie Gnocchi - (Feltrinelli, 1998)
- Alto Godimento 2 - la vendetta degli sms, con Charlie Gnocchi - (Mursia, 2001)
- Anche i Formigoni nel loro piccolo s'incazzano con Berlusconi con Charlie Gnocchi - (Gremese, 2003)
- L'Amore ai tempi di WhatsApp - (Azzurra Publishing, 2017)

## Discografia
- Maldido Cucù (con lo pseudonimo Los Menos - (MediaRecords, 1992)
- Altogodimento Show con Charlie Gnocchi – (Sony Music, 2001)